# La Légende de Bas-de-Cuir
La Légende de Bas-de-Cuir (Die Lederstrumpferzählungen) est une mini-série en co-production Allemagne de l'Ouest-Roumanie-France, en quatre parties réalisée par Jean Dréville, Pierre Gaspard-Huit, Sergiu Nicolaescu, et diffusée à partir du 25 décembre 1969 sur ZDF, et à partir du 9 juin 1970 sur la Première chaîne de l'ORTF.
Au Québec, elle a été diffusée à partir du 8 janvier 1970 à la Télévision de Radio-Canada en blocs d'environ 30 minutes.
Elle est adaptée du cycle des Histoires de Bas-de-Cuir (Leatherstocking Tales) de l’écrivain américain James Fenimore Cooper comprenant cinq romans historiques publiés entre 1823 et 1841.

## Synopsis

### Les Chasseurs de daims
- Titre allemand : Der Wildtöter
- Titre roumain : Vânǎtorul de cerbi
- Durée : 80 minutes (1 h 20)

### Le Dernier des Mohicans
- Titre original allemand : Der letzte Mohikaner
- Titre roumain : Ultimul Mohican
- Durée : 87 minutes (1 h 27)

### Aventures en Ontario
- Titre original allemand : Das Fort am Biberfluss
- Titre roumain : Aventuri în Ontario
- Durée : 92 minutes (1 h 32)

### La Prairie
- Titre original allemand : Die Prärie
- Titre roumain : Preeria
- Durée : 95 minutes (1 h 35)

## Fiche technique
Sauf indication contraire, les informations mentionnées dans cette section peuvent être confirmées par la base de données cinématographiques IMDb,  présente dans la section « Liens externes ».
- Titre français : La Légende de Bas-de-Cuir[2]
- Titre original allemand : Die Lederstrumpferzählungen
- Réalisation : Jean Dréville, Pierre Gaspard-Huit, Sergiu Nicolaescu
- Scénario : Morris Bessi, Pierre Gaspard-Huit, Jacques Rémy, Walter Ulbrich, Paul Andréota
- Photographie : André Zarra
- Montage : Boris Lewin, Walter Ulbrich
- Musique : George Grigoriu (ro), Robert Mellin
- Production : Walter Ulbrich, Henri Deutschmeister, Ever Haggiag, Simone Bessis, Georges Glass
- Sociétés de production : DEROPA Film- und Fernseh GmbH, Franco London Film
- Pays de production :  Allemagne de l'Ouest •  France •  Roumanie
- Langue originale : allemand
- Format : couleur - 35 mm - 1,33:1 - son : mono
- Durée : 380 minutes (6 h 20)
- Genre : Western spaghetti
- Dates de sortie :
  - Allemagne de l'Ouest : 25 décembre 1969
  - France : 9 juin 1970[2]

## Distribution
- Hellmut Lange (de) : Natty Bumppo (en), Bas-de-Cuir
- Pierre Massimi : Chingachgook (en)
- Jackie Lombard : Wah-Tah-Wah
- Charles Moulin : Tom Hutter
- Sophie Agacinski : Judith Hutter
- Thekla Carola Wied (de) : Hetty Hutter
- Patrick Peuvion : Harry March
- David Alexandru : Uncas
- Otto Ambros : Colonel Munro
- Ali Raffi : Magua
- Sylvie Maas : Alice Munroe
- Loumi Jacobesco : Cora Munroe
- Jacques Brunet : Major Duncan Heyward
- Juliette Villard : Mabel Dunham
- Daniel Crohem : Major Dunham
- Christian Duroc : Lieutenant Jasper
- Gilbert Normand : Captain Muir
- Helmuth Schneider : Miles Foreman
- Catherine Jourdan : Ellen Wade
- Robert Benoît : Paul Hover
- Ion Dichiseanu : Matureh
- Gabriel Gascon : Dr. Battius
- George Demetru : Ismael Bush
- Roland Ganemet : David Gamut
- Holger Hagen : Narrateur